# Ulica Szczytnicka we Wrocławiu

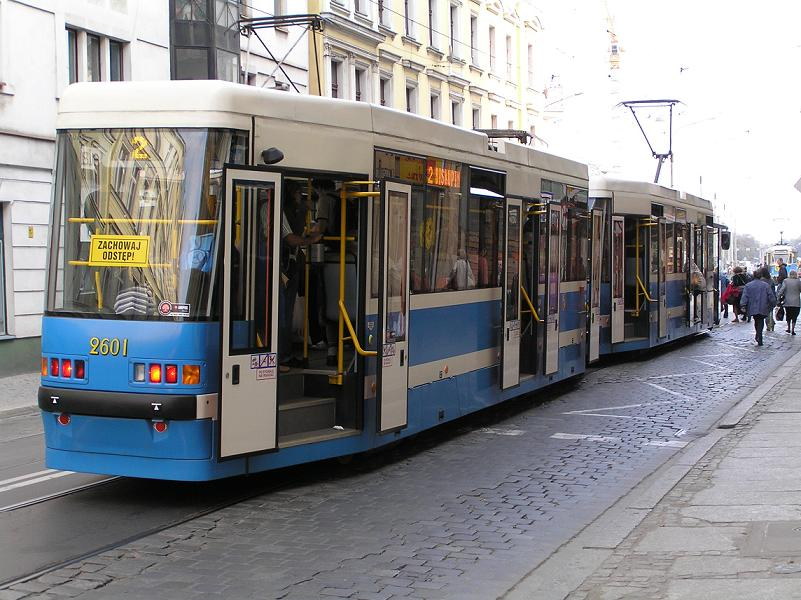
Tramwaj na ul. Szczytnickiej.

Ulica Szczytnicka – ulica położona we Wrocławiu na osiedlu Plac Grunwaldzki, w dawnej dzielnicy Śródmieście. Łączy ulicę Kardynała Stefana Wyszyńskiego i Kardynała Bolesława Kominka z ulicą Mikołaja Reja, Marii Curie-Skłodowskiej i Władysława Nehringa. Ulica ma 445 m długości.

## Historia
Obszar przez który przebiega ulica Szczytnicka (a także ulica Kardynała Bolesława Kominka, do 1989 r. będąca częścią ulicy Szczytnickiej), nazywany był Zatumiem (wymieniane od XIV wieku). Obejmował teren od ramienia rzeki Odry opływającej wyspę Ostrów Tumski od strony wschodniej i północnej. Po rozbiórce fortyfikacji miasta prowadzonej od 1808 r. zasypano także to ramię łącząc Ostrów Tumski z Zatumiem. Główna drogą tego obszaru biegła od terenu placu Katedralnego z którym połączona była mostem, rozebranym przy likwidacji koryta rzecznego. Jej przebieg był mocno nieregularny. Droga prowadziła w kierunku wschodnim do rogatki szczytnickiej (położonej w miejscu targowiska) i do cmentarza św. Wawrzyńca. Droga ta stanowiła ówcześnie oś komunikacyjną Zatumia i oddzielała posiadłości dziekana i prepozyta. Dopiero po uregulowaniu jej przebiegu (prace prowadzono od lat 60. XIX wieku), oraz wytyczeniu w 1824 roku, a także po jej poszerzeniu, nabrała ona dzisiejszego kształtu.
W latach 1837–1872 na południe od ulicy J. Kroll urządził ogród zimowy. Wzdłuż ulicy zbudowano oranżerię i kolumnady, wśród drzew pawilony i kioski o różnym przeznaczaniu. W ogrodzie urządzono teatr letni. W 1872 scena została zniszczona, a obszar ogrodu przeznaczony do zabudowy.
Przy ulicy Szczytnickiej w 1888 r. w domu pod numerem 29 mieszkał krótko Jan Kasprowicz. Z kolei w latach 1907-1908 przy tej ulicy mieszkał archeolog Józef Kostrzewski. Obaj studiowali w swoich czasach na Uniwersytecie Wrocławskim. Innym znanym mieszkańcem ulicy pod numerem 28 był lekarz dra Jan Knosała, który w 1920 r. został aresztowany za agitację wśród wrocławskich polaków aby głosowali w plebiscycie za przyłączeniem Górnego Śląska do Polski. Aresztowano go pod zarzutem zdrady, o czym Wojciech Korfanty informował Prezydium Rady Ministrów RP.
Przed II wojną światową obszar ten zabudowany był kamienicami z XIX i początku XX wieku . Część z nich uległa zniszczeniu w wyniku działań wojennych prowadzonych podczas oblężenia Wrocławia w 1945 r. Natomiast zabudowa terenów na południe od ulicy do Odry Głównej została niemal całkowicie zniszczona, a jej pozostałości przewidziano do wyburzenia (włącznie z kamienicami przy samej ulicy) i włączenia w obręb nowej dzielnicy uniwersyteckiej, projektu Krystyny i Mariana Barskich. Dzięki społecznej interwencji zabudowę przy ulicy uratowano i poddano rewaloryzacji. W miejscu zburzonych budynków po wojnie budowano na części ulicy zabudowę uzupełniono budynkami plombowymi. Na wolnym terenie przy ulicy Kardynała Stefana Wyszyńskiego zbudowano nowe osiedle mieszkaniowe po stronie północnej i szkołę po stronie południowej, w której mieściło się szkoła podstawowa, otwarta 4 listopada 1965 r., a później XIV Liceum Ogólnokształcącego im. Polonii Belgijskiej .
Miejska Rada Narodowa uchwałą Nr VI/36/89 z 30.05.1989 r. wydzieliła z ulicy Szczytnickiej nową ulicę Kardynała Bolesława Kominka długości 87 m.
W 2004 r. na skwerze powstał pomnik Adolfa Marii Bocheńskiego. Natomiast w kolejnych latach ramach Wrocławskiego Budżetu Obywatelskiego 2017 zrealizowano projekt nr 196 obejmujący rewitalizacje skweru Adolfa Marii Bocheńskiego. Budżet zadania wyniósł 250 000 zł .
Zabudowa południowej strony ulicy rozpoczęła się od powstania budynku biurowego GreenDay zbudowanego w latach 2012-2014. Od 2015 r. przystąpiono do rozbiórki budynku XIV Liceum Ogólnokształcącego. W jego miejscu w latach 2015-2017 zbudowano biurowiec Green2Day. Jego otwarcie nastąpiło 5.09.2018 r.  .

## Nazwy
W swojej historii ulica nosiła następujące nazwy:
- Jelenia[5]
- od 1824 r. do 1945 r.: Scheitniger Strasse[4][14]
- od 1945 r. do 1989 r.: Szczytnicka[1][4][14]
- od 1989 r.:
  - Szczytnicka[1][4][14]
  - Kardynała Bolesława Kominka[4][14][15]

Źródła pierwotnej nazwy tej drogi – Jelenia – upatruje się w nazwie gospody Pod Białym Jeleniem mieszczącej się pod współczesnym nr 19-21, ówcześnie przy skrzyżowaniu ze zlikwidowanym odcinkiem ulicy Sępa-Szarzyńskiego prowadzącym do Odry. Później nazwę tę stosowano do ulicy Sępa-Szarzyńskiego. Nazwa Scheitniger Strasse odnosiła się wprost do nazwy osiedla Scheitnig, dziś Szczytniki. Współczesna nazwa ulicy została nadana przez Zarząd Wrocławia i ogłoszona w okólniku nr 60 z 21.09.1945 r. oraz nr 76 z 19.10.1945 r..

## Układ drogowy
Do ulicy Szczytnickiej przypisana jest droga gminna o długości 445 m (numer drogi 105340D, numer ewidencyjny drogi G1053400264011), oraz droga wewnętrzna stanowiąca sięgacz o długości 44 m biegnący od ulicy do Kampusu Grunwaldzkiego Uniwersytetu Wrocławskiego. Na całej długości drogi gminnej przebiega dwutorowa linia tramwajowa.
| numer                                  | powierzchnia | zagospodarowanie           |
| -------------------------------------- | ------------ | -------------------------- |
| nr 78/2, AM-27, obręb Plac Grunwaldzki | 2.303 m²     | droga gminna               |
| nr 62, AM-28, obręb Plac Grunwaldzki   | 6.825 m²     | droga gminna               |
| nr 58/1, AM-28, obręb Plac Grunwaldzki | 181 m²       | chodnik                    |
| nr 5/3, AM-35, obręb Plac Grunwaldzki  | 521 m²       | droga wewnętrzna (sięgacz) |
| razem powierzchnia: 9.830 m²           |              |                            |

Ulica łączy się z następującymi drogami kołowymi:
- skrzyżowanie, sygnalizacja świetlna[28]:
  - ulica Kardynała Stefana Wyszyńskiego[1], torowisko tramwajowe[23]
  - ulica Kardynała Bolesława Kominka, kontynuacja drogi[15]
- skrzyżowanie i włączenie do drogi publicznej:
  - ulica Mikołaja Sępa-Szarzyńskiego[29]
  - droga wewnętrzna
- skrzyżowanie: łącznik do ulicy Piwnej[30] (w ramach ulicy Szczytnickiej[1][25])
- włączenie do drogi publicznej: sięgacz ulicy Szczytnickiej stanowiący drogę wewnętrzną[22] do Kampusu Grunwaldzkiego Uniwersytetu Wrocławskiego
- skrzyżowanie: ulica Benedykta Polaka[31]
- skrzyżowanie: ulica Ładna[32]
- skrzyżowanie:
  - ulica Mikołaja Reja[33]
  - ulica Marii Curie-Skłodowskiej, kontynuacja drogi[34], torowisko tramwajowe[23]
  - ulica Władysława Nehringa[35].

Przystanek komunikacji miejskiej przy ulicy Kardynała Stefana Wyszyńskiego nosi nazwę "Katedra", a przystanek w ciągu ulicy Szczytnickiej nosi nazwę "Reja".
Ścieżka rowerowa biegnie od ulicy Kardynała Stefana Wyszyńskiego do sięgacza kampusu i łączy się ze ścieżkami wymienionej ulicy. Tu znajduje się także stacja roweru miejskiego. Ścieżki biegną także przy skwerze i przez urządzony tam zieleniec.

## Zabudowa i zagospodarowanie
Strona północna ulicy obejmuje w początkowym biegu teren, na którym znajduje się powojenna zabudowa, w szczególności punktowe bloki położone przy ulicy Kardynała Stefana Wyszyńskiego 29 i szczytnickiej 18. Dalej między ulicą Mikołaja Sępa-Szarzyńskiego i Piwną znajduje się Skwer Adolfa Marii Bocheńskiego z urządzonym zieleńcem i pomnikiem Adolfa Marii Bocheńskiego. Dalszy odcinek ulicy zabudowany jest ciągłą zabudową pierzejową, na którą składają się przedwojenne kamienice i uzupełniająca zabudowa plombowa o numerach parzystych od 26 do 54.
Po stronie południowej znajduje się zabudowa kompleksu biurowego przy ulicy Szczytnickiej 9 (GreenDay) i 11 (Green2Day). W przerwie między tą zabudową a dalszym odcinkiem ulicy przebiega sięgacz ulicy Szczytnickiej na końcu której znajduje się wjazd na teren Kampusu Grunwaldzkiego Uniwersytetu Wrocławskiego.
Dalszy odcinek ulicy po stronie południowej zabudowany jest ciągłą zabudową pierzejową, na którą składają się przedwojenne kamienice i uzupełniająca zabudowa plombowa, analogicznie do strony północnej, o numerach nieparzystych od 27 do 51.

## Wybrane obiekty

### Biurowce GreenDay i Green2Day
Przy ulicy Szczytnickiej 9 i 11 zbudowano dwa budynki biurowe. Pierwszy z nich GreenDay (ulica Szczytnicka 9) powstał w latach 2012-2014. Oferuje około 14.500 m2 powierzchni biurowej i 218 miejsca postojowe. Jego powierzchnia użytkowa wynosi 25 100 m2, a kubatura 110 000 m3. Budynek ma 6 kondygnacji nadziemnych i dwie podziemne. W latach 2015–2017 zrealizowano budowę drugiego z nich Green2Day (ulica Szczytnicka 11). Jest to budynek o 7 kondygnacjach nadziemnych i dwóch podziemnych. Oferuje około 17.000 (18.000) m² powierzchni biurowej i 231 miejsca postojowe. Posiada certyfikację LEED Platinum. Projekt obu budynków powstał w Maćków Pracownia Projektowa z siedzibą we Wrocławiu, zaś generalnym wykonawcą była firma Skanska S.A. z Warszawy .

### Szczytnicka 35
Kamienica z usługowym parterem przy ulicy Szczytnickej 35 została zbudowana przed 1871 r., w 2008 r. przeprowadzono jej remont. Jest ona uwzględniona w gminnej ewidencji zabytków. Budynek położony jest w pierzei południowej ulicy. Ma pięć kondygnacji nadziemnych. Jego główną funkcją jest funkcja mieszkalna. Obejmuje 14 mieszkań.

### Szczytnicka 51
Kamienica, która obecnie użytkowana jest jako budynek mieszkalny z usługowym parterem przy ulicy Szczytnickiej 51 (ulicy Benedykta Polaka 22), zbudowana została w latach 1891-1900. Jest ona uwzględniona w gminnej ewidencji zabytków. Od 1916 r. mieścił się tu zajazd "Zum goldenen Adler". Budynek ma sześć kondygnacji nadziemnych. W 2007 roku przeprowadzono jego rewitalizację.

## Demografia
Ulica przebiega przez kilka rejonów statystycznych o wysokim stopniu zaludnienia przy czym dane pochodzą z 31.12.2019 r..
| Rejon statystyczny nr | Liczba osób zameldowanych | Gęstość zaludnienia [lud./km²] | Położenie                                                           |
| --------------------- | ------------------------- | ------------------------------ | ------------------------------------------------------------------- |
| 934290                | 835                       | 5.364                          | strona południowa ulicy                                             |
| 934180                | 762                       | 24.420                         | strona północna ulicy od ul. Wyszyńskiego do ul. Sępa-Szarzyńskiego |
| 934250                | 1019                      | 18.941                         | strona północna ulicy od ul. Sępa-Szarzyńskiego do ul. Reja         |

## Ochrona i zabytki
Przy ulicy i w najbliższym sąsiedztwie znajdują się następujące zabytki i inne obiekty historyczne:
| obiekt, położenie | powstanie, nr rej.                     | fotografia |
| --- | -------------------------------------- | ---------- |
| strona północna |                                        |            |
| Kamienica z usługowym parterem (lata 1910-1930 – cukiernia Adolfa Dörmera), obecnie budynek mieszkalny z usługowym parterem ulica Szczytnicka 26 | około 1826 r., lata 20. XX wieku, inny |            |
| Kamienica z usługowym parterem ulica Szczytnicka 28                                                                                              | przed 1871 r., inny                    |            |
| Kamienica z usługowym parterem ulica Szczytnicka 30                                                                                              | lata 1881-1890, inny                   |            |
| Kamienica z usługowym parterem ulica Szczytnicka 36                                                                                              | lata 1891-1900, inny                   |            |
| Kamienica z usługowym parterem ulica Szczytnicka 38                                                                                              | lata 1881-1890, inny                   |            |
| Kamienica z usługowym parterem ulica Szczytnicka 40                                                                                              | przed 1871 r., inny                    |            |
| Kamienica z usługowym parterem ulica Szczytnicka 44                                                                                              | przed 1871 r., inny                    |            |
| Kamienica z usługowym parterem ulica Szczytnicka 46                                                                                              | przed 1871 r., inny                    |            |
| Kamienica z usługowym parterem ulica Szczytnicka 48                                                                                              | przed 1871 r., inny                    |            |
| Kamienica ulica Szczytnicka 54 | przed 1870 r., inny                    |            |
| strona południowa |                                        |            |
| Kamienica z usługowym parterem ulica Szczytnicka 29                                                                                              | lata 1891-1900, inny                   |            |
| Kamienica z usługowym parterem ulica Szczytnicka 29a                                                                                             | lata 1891-1900, inny                   |            |
| Kamienica z usługowym parterem ulica Szczytnicka 31                                                                                              | lata 1891-1900, inny                   |            |
| Kamienica z usługowym parterem ulica Szczytnicka 35                                                                                              | przed 1871 r., 2008 r. (remont), inny  |            |
| Kamienica z usługowym parterem ulica Szczytnicka 37                                                                                              | przed 1871 r., inny                    |            |
| Kamienica z usługowym parterem ulica Szczytnicka 45                                                                                              | przed 1871 r., inny                    |            |
| Kamienica z usługowym parterem ulica Szczytnicka 49                                                                                              | lata 1891-1900, inny                   |            |
| Kamienica (1916 r. – Zajazd "Zum goldenen Adler"), obecnie budynek mieszkalny z usługowym parterem ulica Szczytnicka 51                          | lata 1891-1900, inny                   |            |

## Baza TERYT
Dane Głównego Urzędu Statystycznego z bazy TERYT, spis ulic (baza ULIC):
- Województwo: DOLNOŚLĄSKIE (02)
- Powiat: Wrocław (0264)
- Gmina/dzielnica/delegatura: Wrocław (0264011) gmina miejska
- Miejscowość podstawowa: Wrocław (0986283) miasto
- Nazwa ulicy: ul. Szczytnicka (21883).